# Pucallpa (escarabajo)
Pucallpa es un género de escarabajos longicornios de la tribu Acanthocinini.

## Especies
- Pucallpa cristata Lane, 1959
- Pucallpa robusta Monné, 1978